# Agnieszka Szwarnóg
Agnieszka Szwarnóg (née le 28 décembre 1986) est une athlète polonaise spécialiste de la marche.

## Palmarès
| Date | Compétition     | Lieu           | Résultat | Épreuve      | Temps           |
| ---- | --------------- | -------------- | -------- | ------------ | --------------- |
| 2012 | Jeux olympiques | Londres        | 22e      | 20 km marche | 1 h 31 min 14 s |
| 2016 | Jeux olympiques | Rio de Janeiro | 44e      | 20 km marche | 1 h 38 min 01 s |

## Records
| Épreuve            | Performance     | Lieu      | Date             |
| ------------------ | --------------- | --------- | ---------------- |
| 3000 mètres marche | 12 min 57 s 85  | Cracovie  | 8 septembre 2012 |
| 5000 mètres marche | 21 min 53 s 93  | Białystok | 25 mai 2013      |
| 10 km              | 45 min 30       | Olomouc   | 30 mars 2013     |
| 20 km              | 1 h 30 min 50 s | Poděbrady | 9 avril 2016     |